# Florencio Sarasíbar
Florencio Avelino Sarasíbar (ur. 11 listopada 1896 – zm. 11 października 1972) – argentyński piłkarz, grający podczas kariery na pozycji obrońcy.

## Kariera klubowa
Florencio Sarasíbar podczas piłkarskiej kariery występował w klubach z Rosario: Peñarolu, Embarcadero, Tiro Federal i Rosario Central (jedynie w 1917 krótko był zawodnikiem Boca Juniors). Podczas kariery czterokrotnie wygrał lokalną Liga Rosarina de Fútbol w 1912 (Embarcadero), 1919, 1927, 1928 (Rosario).

## Kariera reprezentacyjna
Jedyny raz w reprezentacji Argentyny Sarasíbar wystąpił 15 października 1922 w przegranym 0-2 meczu z Brazylią podczas Mistrzostw Ameryki Południowej.